# Pharnabaze Ier (satrape)
Pour l’article homonyme, voir Pharnabaze Ier (Ibérie).
Pharnabaze Ier (en vieux perse : 𐎳𐎠𐎼𐎴𐎲𐎠𐏀𐎢, et en grec ancien : Φαρνάβαζος Α´) est un satrape perse de l'époque achéménide appartenant à la dynastie des Pharnacides, qui dirige la Phrygie hellespontique de 460 à 430 av. J.-C.

## Biographie
Membre de la dynastie des Pharnacides, ce personnage méconnu n'est mentionné que par Thucydide en tant que père de Pharnace II, lui-même satrape de Dascylion en 430 av. J.-C.. Il serait également le frère cadet d'Artabaze, nommé satrape de Phrygie hellespontique par Xerxès Ier en remplacement de Mégabatès en 478 av. J.-C.
Certains historiens considèrent qu'il n'aurait jamais occupé les fonctions de satrape et que ce fut seulement son fils, Pharnace II, qui aurait succédé à Artabaze vers 430 av. J.-C. Cependant, pour A. Klein, Pharnabaze Ier aurait pu prendre la place de son frère aîné lorsque celui-ci fut nommé à la tête des armées de l'empire en 460 av. J.-C., situant ainsi son mandat de satrape entre les années 450 av. J.-C. et 430 av. J.-C.

## Famille

### Mariage et enfants
De son mariage avec une femme inconnue, il eut :
- Pharnace II.

## Galerie

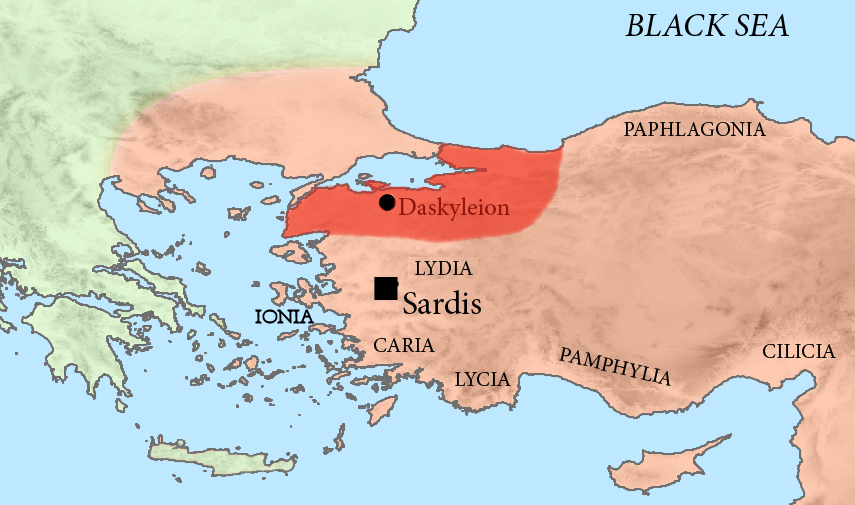
La satrapie de Phrygie hellespontique.

#### Sources antiques
- Thucydide, La Guerre du Péloponnèse [détail des éditions] [lire en ligne].

#### Ouvrages
- Pierre Debord, L'Asie mineure au IVe siècle av. J.-C. (412-323 a.C). Pouvoir et jeux politiques, Pessac, Ausonius Éditions, 1999, 557 p. (ISBN 2-910023-15-X, lire en ligne).
- Alexis Klein, Pharnabaze et les Pharnacides : une dynastie de satrapes sur les rives de la Propontide (Ve – IVe siècle av. J.-C.), Strasbourg, Université de Strasbourg, 2015 (lire en ligne).